# I-see tv

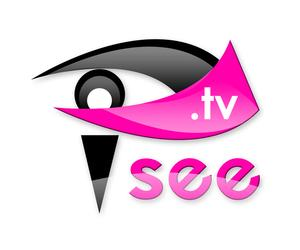
Logo van I-see tv

I-see tv was een Nederlandse internet-televisiezender voor en door studenten. I-see tv is in februari 2008 opgehouden te bestaan. Er waren video's over onderwijs, carrière, studentenverenigingen, sport, cultuur, lifestyle  politiek en maatschappelijke kwesties. Het bedrijf werd gerund door ongeveer dertig studenten. I-see tv was gevestigd in de Mediacentrale in Groningen.
I-see tv heeft een doorstart gemaakt als Studenttelevision.tv onder de paraplu van de community television group, maar deze bestaan inmiddels ook niet meer.